# David Boykett
David Hebbert Boykett OAM (* 19. August 1934; † 10. Februar 2016) war ein australischer Ruderer, der 1956 eine olympische Bronzemedaille gewann.

## Sportliche Karriere
Boykett ruderte für den Mercantile Rowing Club in Melbourne. 1956, 1957, 1958, 1961, 1964 und 1966 war er australischer Meister im Achter.
Bei den Olympischen Spielen 1956 in Melbourne traten insgesamt zehn Achter an, im australischen Achter ruderten Michael Aikman, David Boykett, Fred Benfield, James Howden, Garth Manton, Walter Howell, Adrian Monger, Brian Doyle und Steuermann Harold Hewitt. Im Vorlauf gewannen die Australier vor den Booten aus Kanada, den Vereinigten Staaten und aus dem Vereinigten Königreich. Im Halbfinale siegte der US-Achter vor den Australiern, aus dem anderen Halbfinale erreichten die Kanadier und die Schweden das Finale. Im Finale siegte der US-Achter mit zwei Sekunden Vorsprung vor den Kanadiern, weitere zwei Sekunden dahinter erreichten die Australier als Dritte das Ziel mit neun Sekunden Vorsprung vor den Schweden.
1962 fanden in Luzern die ersten Ruder-Weltmeisterschaften statt, Boykett belegte mit dem australischen Achter den fünften Platz. Ende 1962 war die australische Stadt Perth Gastgeber der British Empire and Commonwealth Games 1962. Boykett trat im Vierer ohne Steuermann an, erreichte aber nicht das Finale. Zwei Jahre später ruderte Boykett bei den Olympischen Spielen in Tokio wieder im Achter, die Australier verpassten als Dritte des dritten Hoffnungslaufs das Finale. Als Zweite des B-Finales erreichten sie den achten Platz in der Gesamtwertung. 1966 nahm Boykett mit dem Achter an den Weltmeisterschaften in Bled teil und belegte noch einmal den zehnten Platz.
Nach seiner aktiven Karriere blieb Boykett dem Rudersport verbunden. Von 1960 bis 1996 war er Rudertrainer am Scotch College in Melbourne. Daneben war er zweimal Trainer des bei den australischen Meisterschaften, dem King’s Cup, siegreichen Achters des Mercantile Rowing Club. 1970 und 1979 betreute er den australischen Achter bei den Weltmeisterschaften. Von 1960 bis 1978 war er Kampfrichter des Weltruderverbands. Von 1993 bis 1997 war Boykett Präsident des Mercantile Rowing Club.
Boykett war Träger der Medaille des Order of Australia.